# Maison Eymonaud
La maison Eymonaud (ancien hôtel de l'Escalopier) est située au no 7 impasse Marie-Blanche, qui s'ouvre sur la rue Constance, à Paris, dans le 18e arrondissement.

## Description
Maison au style pittoresque néo-gothique qui appartenait à un antiquaire, Ernest Eymonaud, qui y rangeait ou exposait ses meubles et lui servait également d'atelier dans lequel réalisait des copies de meubles anciens. 

### Hôtel de l'Escalopier (1835-1882)
On ne connaît pas l'histoire de l'origine de cette maison. Elle contient peut-être des éléments ayant appartenu à l'ancien hôtel de l'Escalopier, construit en 1835, pour le comte Charles de L'Escalopier, un historien passionné d'archéologie. Collectionneur, il fut membre de la Société des Antiquaires de Picardie, puis de la Société des antiquaires de France. 
Son hôtel était de style troubadour et dans son jardin il avait fait installer des serres chauffées à la vapeur ainsi qu'une salle de gymnase. Puis il fait détruire ces installations pour y édifier une bibliothèque contenant 5 000 livres et un petit musée d'orfèvrerie médiévale. Pour se livrer à sa passion de l'érudition, il s'était fait nommer conservateur à la bibliothèque de l'Arsenal, qui était sous la direction de Charles Nodier. 
En 1859, il retourne dans sa propriété de Liancourt et lègue à sa mort survenue en 1861 ses collections à la ville d'Amiens. Son hôtel parisien est vendu et détruit en 1882. Ernest Eymonaud a pu en acheter des sculptures qu'il aurait intégré dans sa maison.

### Maison Eymonaud
La maison Eymonaud a été construite entre 1892 et 1897 par l'architecte Joseph de Guirard de Montarnal. En plus de sa décoration néogothique, la maison comprend une tour de deux étages, ce qui en fait un bâtiment original au pied de Montmartre.
La maison a été allongée en 1900 vers l'ouest, puis on lui a ajouté une aile en retour en 1910 avec des éléments en pans de bois. Cette aile servait pour l'atelier « À l'art ancien » d'Ernest Eymonaud. 
La maison Eymonaud est inscrite au titre des monuments historiques par l'arrêté du 14 septembre 1995 pour les façades et toitures de tous les bâtiments présents sur la parcelle cadastrale, la parcelle elle-même et plusieurs éléments intérieurs (rez-de-chaussée, premier étage et grand escalier du bâtiment principal).

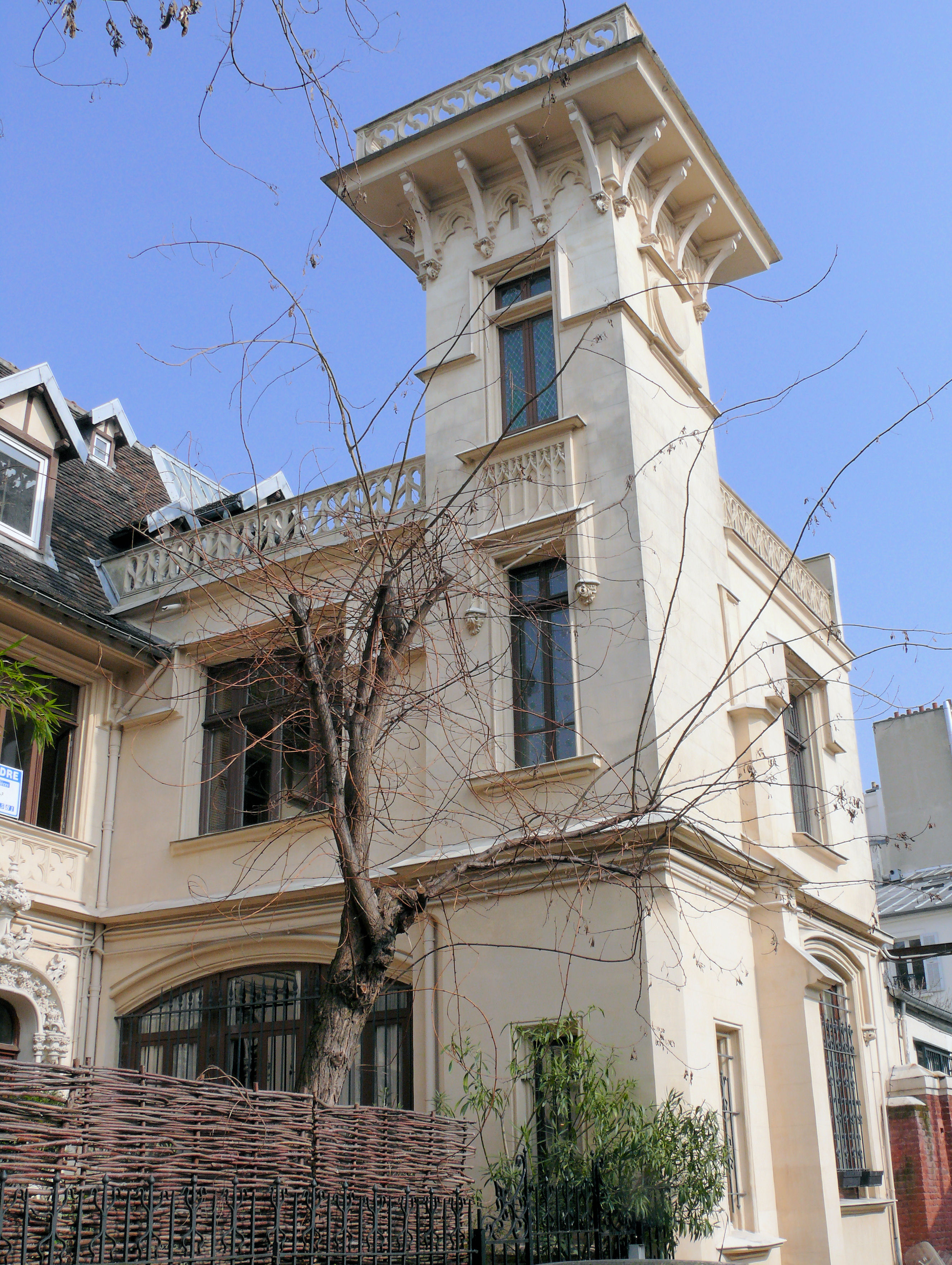
La tour.
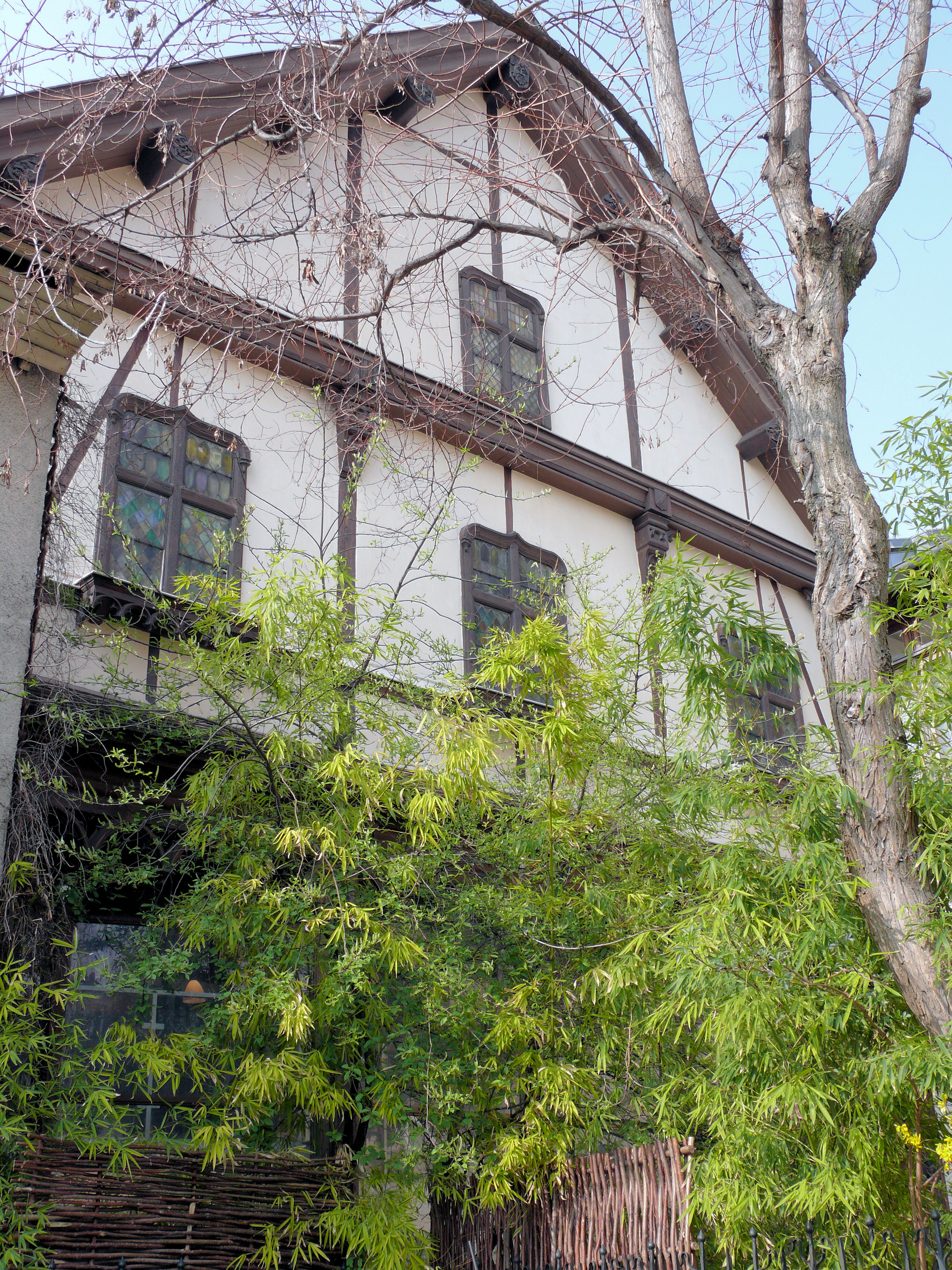
L'aile ouest, ancien atelier.
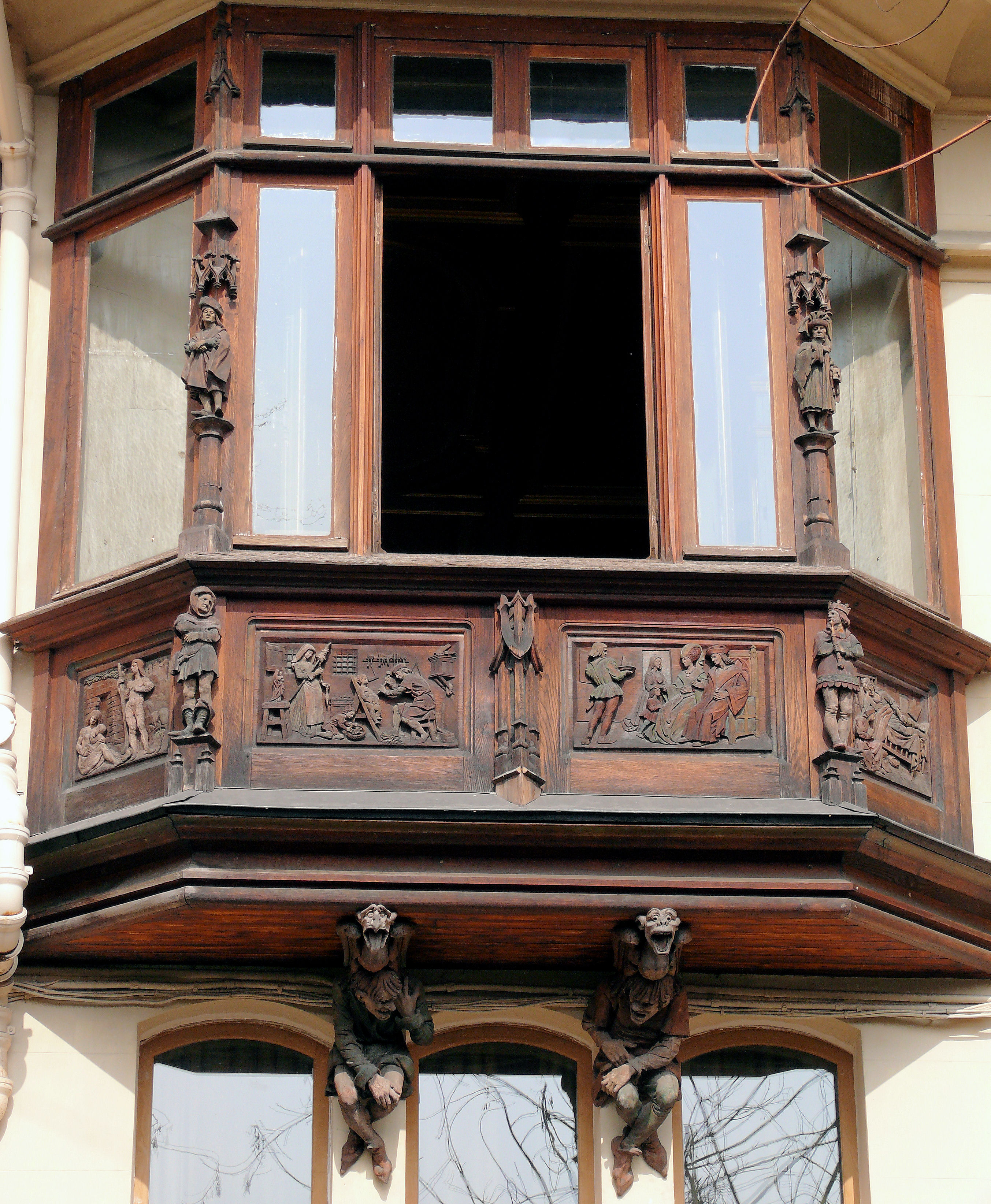
La fenêtre en bow-window avec un décor gothique.
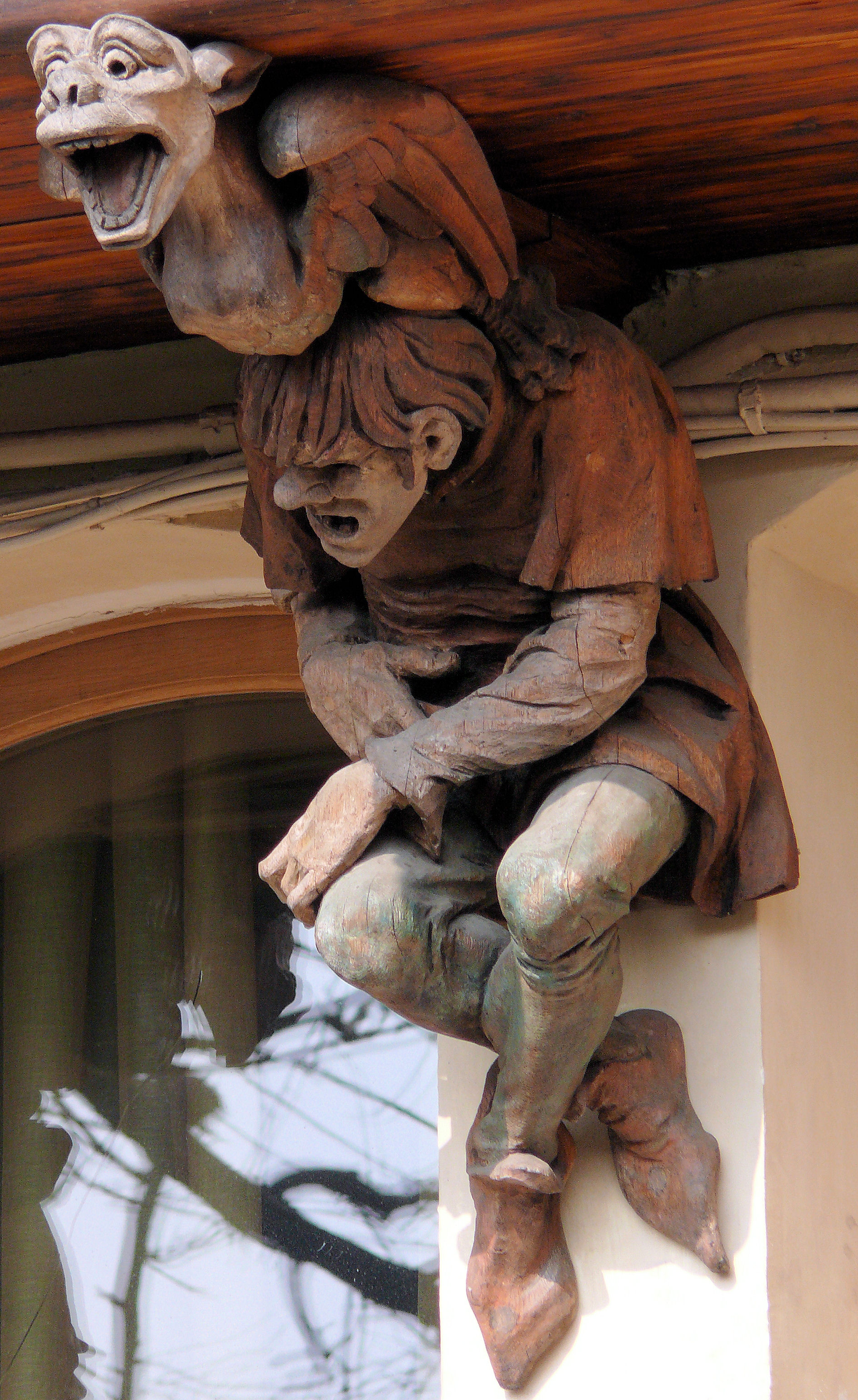
Décor sculpté en support d'un bow-window.
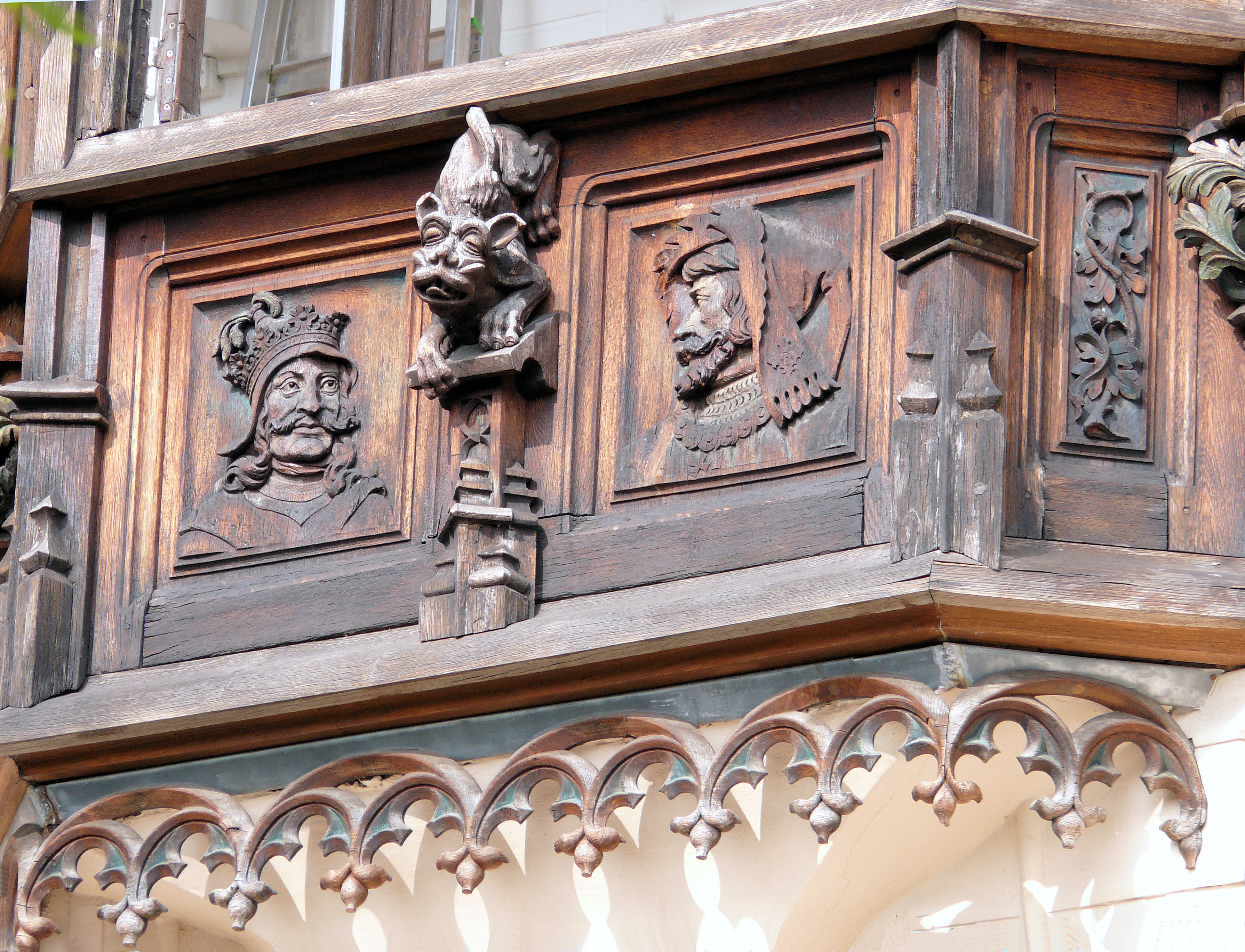
Décor d'une fenêtre.
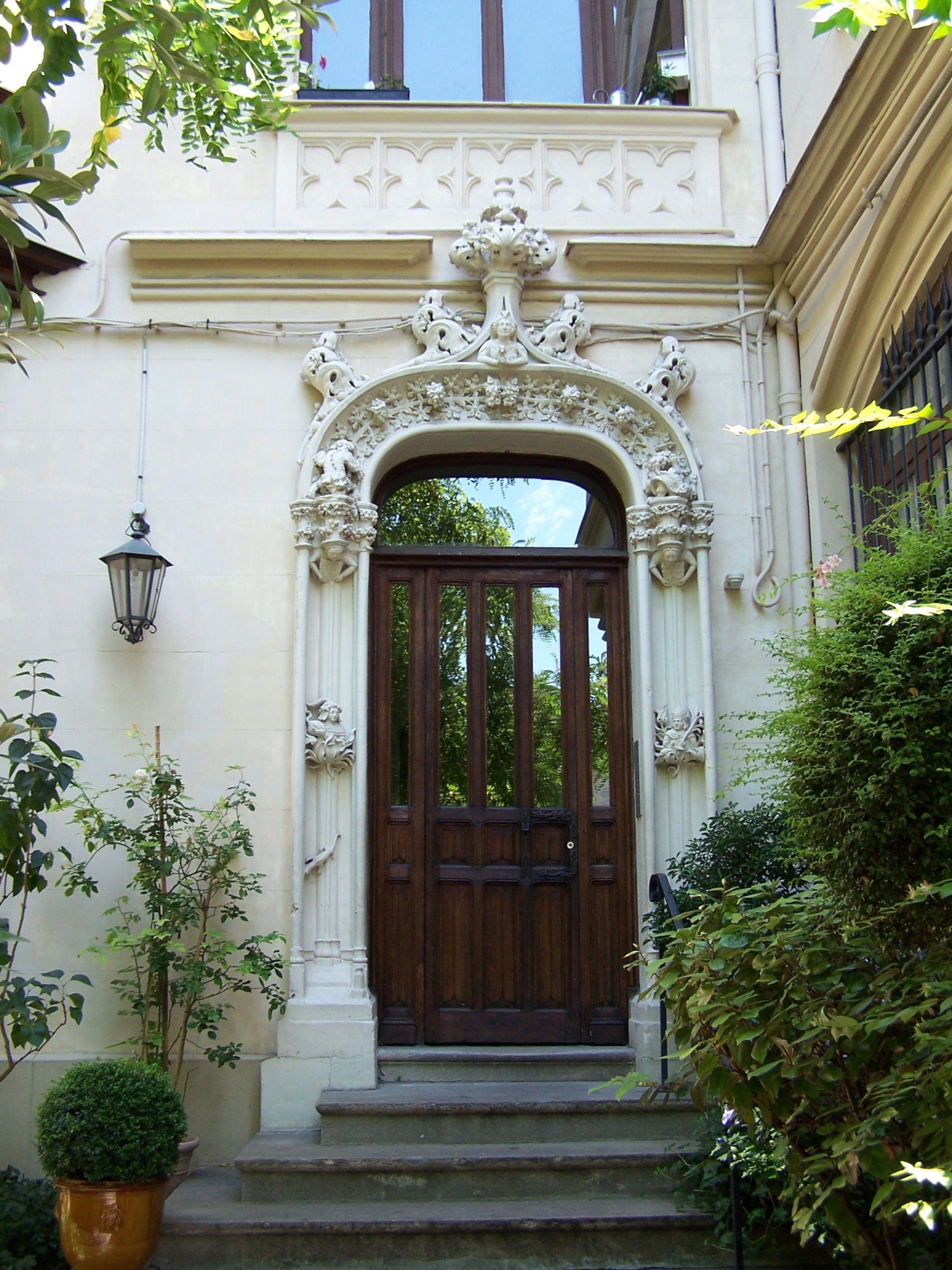
La porte d'entrée.